# Borinka
Borinka je naseljeno mjesto u okrugu Malacky u Bratislavskom kraju u Slovačkoj.

## Stanovništvo
| Godina:     | 1993. | 2003.    | 2013.    | 2023.    |
| ----------- | ----- | -------- | -------- | -------- |
| Broj ljudi: | 431   | 506      | 664      | 915      |
| Razlika:    |       | +17,40 % | +31,22 % | +37,80 % |

| Godina:     | 2022. | 2023.   |
| ----------- | ----- | ------- |
| Broj ljudi: | 902   | 915     |
| Razlika:    |       | +1,44 % |

Prema podatcima o broju stanovnika iz 2023. godine naselje je imalo 915 stanovnika.

## Vanjske poveznice
|  | Zajednički poslužitelj ima još gradiva o temi Borinka |

- Službena stranica naselja (sl.)